# 무뇌증
무뇌증(無腦症, anencephaly)은 선천적으로 뇌가 없이 태어나는 것을 말한다. 무뇌증 아기의 대부분은 사산되거나 살아남아도 30분 , 오래 살아야 일주일 정도밖에 살아남지 못하는 경우가 많지만 상당히 오래 산다면 30일 정도 살거나 1년 이상 살 수도 있다.

## 낙태 논쟁
무뇌증에 걸린 태아의 낙태를 허용해야 하는지 논쟁이 있다.

## 같이 보기
- 소두증